# Madonna col Bambino tra i santi Andrea e Pietro
La Madonna col Bambino tra i santi Andrea e Pietro è un dipinto a olio su tela (47,7x39,7 cm) di Cima da Conegliano, databile al 1510 e conservato nella National Gallery of Scotland, Edimburgo.

## Descrizione
Questo pannello devozionale incompiuto fornisce spunti affascinanti sui metodi di lavoro del Cima. 
L'opera raffigura la Vergine col Bambino, seduta sulle rocce in un paesaggio, affiancata da sant'Andrea a sinistra e da san Pietro a destra.